# Чінтамані

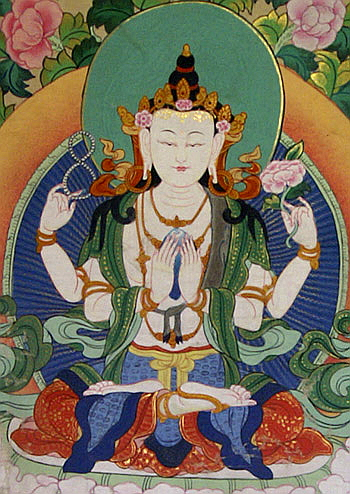
Авалокітешвара

Чінтамані (санскр. चिन्तामणि, cintāmaṇi IAST) — в індуїстській і буддистській міфологіях перлина-самоцвіт, що належить Авалокітешварі і виконує бажання.

## У вайшнавізмі
Чінтамані — камінь має «властивість Чінтамані» — здійснює всі бажання за запитом (2 рівень цінності, подібний царицям (подружжю) Крішни в Двараці, які виконували будь-яке прохання (свого безмежного, незбагненного і невичерпного Чоловіка та Господа) Крішни.
Планети і тіла всіх живих істот (джива — значить душа) духовного світу, а також тіло Господа Віншну (Крішни) володіє якостями Чинтамані, — нематеріально (наприклад не має вен (духовному тілу, наприклад тілу Крішни, вени не потрібни навіть «для краси», трубопроводи — ознака механізму (тобто янтри), не старіє, «не зобов'язане» моргати очима, не побудоване з молекул, не має обмежень тощо, іншими словами трансцендентно), самосяючі (тіла жителів і ґрунт планет духовного світу таких як Голока Вріндавана або інші планети Вайкунтхі (санскр. «планети без занепокоєнь»)), складається з складових якостей духовного світу — Сат Чит Ананда (Вічність (і сьогодення існування), Знання (абсолютне) і безграніяне духовне Блаженство), і як зараз модно говорити "вирішує "…
Чінтамані — кристалічний матеріал володіючи, властивістю «духовного матеріалу» виконувати будь-які бажання за запитом (не вгадує, не чинить сюрпризів, які не передбачає ваше бажання, — тому як дорогоцінний камінь, камінь Чінтамані, це дорогоцінний камінь другого рівня цінності (середньої або «повинні» цінності), цим він відрізняється (не дотягує) від каменю Каустубха, і перевершує звичайні матеріали, які складаються з грубо-матеріальних елементів махат-таттви.
Чінтамані — популярний будівельний матеріал, а також матеріал прикрас і начиння на планетах духовного світу.
Нижчий рівень цінності демонструють звичайні дорогоцінні камені такі як алмаз, гірський кришталь тощо, цим вони відрізняється від каменя Каустубха.
Такому рівню цінності співставляють так звану просту любов до Крішни, яка проявляється в Трівакрі (Крішна виправив горбатість цієї симпатичної хворої дівчини і ще дещо потім …), апсар (райськими танцівницями, і решти жінок, включаючи небесних і земних повій, вони (як і просте дорогоцінне каміння) виглядають красиво але виконують бажання Крішни, тільки до тих пір, поки це не суперечить можливості бути з ним (не здогадуються самі принести з ранку Тамбулу, не готові зайнятися проповіддю свідомості Крішни добровільно розлучаючись з ним, навіть на його прохання)
Каустубха — дорогоцінний камінь вищої категорії (подібний любові Гопі Вріндавана до Крішни) належить Кришні.
Камінь є в одному примірнику, у Крішни, синього кольору, всередині видно зображення теляти (Крішна — Бог на відпочинку — пастушок)
Каустубха щодня виробляє «побічним» біпродуктом багато унцій золота для свого власника, здатний як і Чінтамані виконувати будь-які бажання по запиту, але також передбачає бажання і проблеми та вирішує їх заздалегідь без недоліків, робить сюрпризи, які не передбачає ваше бажання, — тому це камінь вищого рівня цінності (перший рівень — звичайні дорогоцінні камені низької цінності — алмаз, гірський кришталь тощо).

## В буддизмі
Одна з форм прояву Авалокітешвари - Чінтамані-чакра (चिन्तामणिचक Cintāmaṇi-cakra IAST; кит. 如意輪, яп. Нйоірин). Також, чінтамані називають "скарб, перлина, коштовність просвітлення".

## В вченні Реріхів
Про історію каменю М. К. Реріх писав у своїй книзі «Серце Азії» : 
 «Великий Тимур, володів цим каменем. Камінь зазвичай приноситься абсолютно несподіваними людьми. Тим же несподіваним шляхом в належний час зникає, щоб знову з'явитися в суджений термін у зовсім в іншій країні. Головна частина цього каменю знаходиться в Шамбалі. Лише невеликий шматок його видано і блукає по всій землі, зберігаючи магнітний зв'язок з головним Каменем ... »
В Азії поширені легенди, що білий кінь Хімават носить на собі вогненну ношу - великий камінь Чінтамані. Коню Хімават подібний монгольський білий кінь Ердені Морі, також несе на своєму сідлі дорогоцінний Камінь Мудрості. (Реріх Н. К. «Ердені Морі» [Архівовано 12 листопада 2013 у Wayback Machine.], 1935 г. З СБ «Врата в майбутнє»). У тибетців священний Камінь носить ім'я Норбу Римпоче.